# De Havilland DH.89 Dragon Rapide

De Havilland DH.89 Dragon Rapide (HB-APU), 1961, Flughafen Zürich

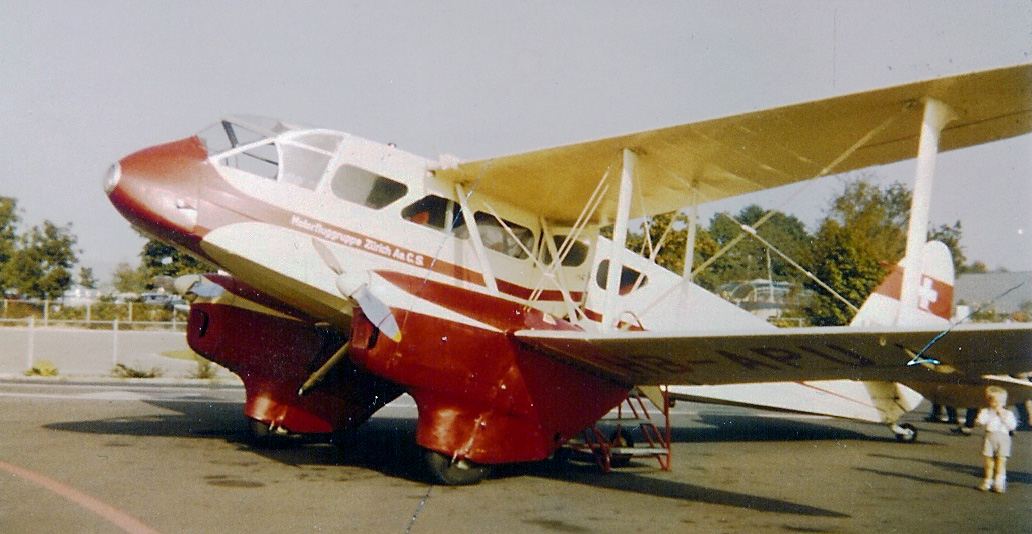
De Havilland DH.89 Dragon Rapide (HB-APU), 1961, Flughafen Zürich

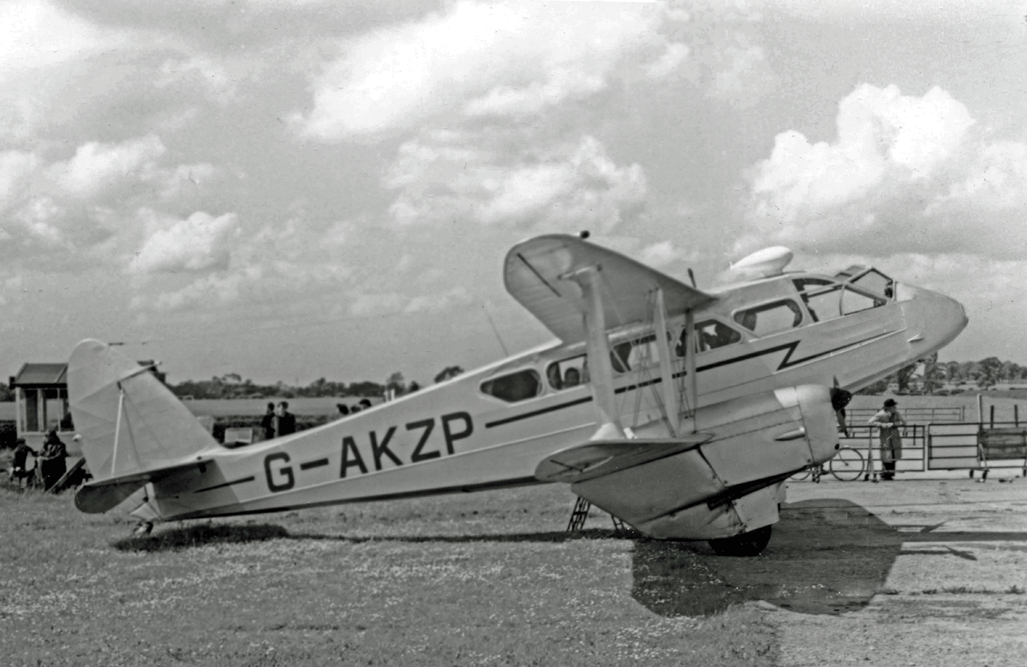
Bei Brush Electrical Engineering Company gebaute DH.89A

Die De Havilland DH.89 Dragon Rapide ist ein als Doppeldecker ausgelegtes zweimotoriges Kurzstrecken-Passagierflugzeug des britischen Herstellers De Havilland Aircraft Company aus den 1930er-Jahren.

## Geschichte
Die Dragon Rapide war eine Weiterentwicklung der DH.84 Dragon, da sich deren Triebwerke als zu schwach erwiesen hatten. So konnte beim Ausfall eines Motors die Höhe nicht mehr gehalten werden. Bei der DH.89 wurden statt der nur 130 PS leistenden Gipsy-Major-Triebwerke neue Sechszylindermotoren Gipsy Six mit 200 PS verwendet. Daneben konnten in der vergrößerten Kabine mehr Passagiere transportiert werden, darüber hinaus wurden auch größere Tragflächen verwendet. Die Bezeichnung des Musters war anfangs DH.89 Dragon Six, Ende 1934 veranlasste der damalige Geschäftsführer von De Havilland Francis St Barbe jedoch eine Änderung auf Dragon Rapide, um die höhere Leistung und Geschwindigkeit bereits im Namen kenntlich zu machen. Später erfolgte eine Verkürzung auf Rapide.
Der Erstflug erfolgte am 17. April 1934. Ab Juli 1934 wurden die Flugzeuge ausgeliefert. Veränderungen an den Landeklappen führten 1937 zur Version DH.89A, die teilweise mit Gipsy-Queen-Motoren ausgeliefert wurde. Einen für den Export bestimmten Militärtransporter stellte die DH.89M dar.
Im Jahre 1936 flog eine DH.89 den spanischen General Franco von den Kanarischen Inseln nach Spanisch-Marokko. Dies war der Beginn des nachfolgenden Spanischen Bürgerkrieges.
Rund 200 Exemplare wurden bis zum Beginn des Zweiten Weltkrieges gebaut und in der Zivilluftfahrt eingesetzt. Im Krieg entstanden über 500 weitere von Gipsy-Queen-Motoren angetriebene Flugzeuge, die teilweise auch in anderen Werken gebaut wurden, wie zum Beispiel bei Brush Electrical Engineering Company. Die DH.89B Mk.1 wurde zur Ausbildung von Navigatoren verwendet, die Mk.2 diente als leicht bewaffneter Aufklärer und als Verbindungsflugzeug. Die Maschinen wurden bei der Royal Air Force als de Havilland Dominie bezeichnet.
Insgesamt wurden bis Juli 1946 731 Maschinen gebaut. Einige Maschinen fliegen noch heute. Im Imperial War Museum Duxford dienen zwei DH.89 für Rundflüge über das Flugfeld. Zwei weitere Maschinen fliegen noch in Neuseeland.
Die einzige flugfähige Dragon Rapide in Deutschland befindet sich im Fliegenden Museum in Großenhain.
Am 16. Juni 1960 starben acht Jugend- und Erwachsenen-Fußballnationalspieler Dänemarks sowie zwei Besatzungsmitglieder beim Absturz einer DH.89 der dänischen Luftwaffe kurz nach dem Start in Kopenhagen.
Am 11. August 2018 stürzte eine einem Museum gehörende Maschine während einer Flugschau im kanadischen Abbotsford kurz nach dem Start ab und wurde dabei zerstört. Die fünf Passagiere wurden lediglich leicht verletzt.

## Produktionszahlen
Die Dragon Rapide bzw. Dominie wurde in Großbritannien bis Ende 1942 bei De Havilland in Hatfield und ab 1943 bei Brush Coachworks gebaut.
| Version | Hatfield | Brush Coachworks | Summe |
| ------- | -------- | ---------------- | ----- |
| DH.89B  | 183      | 341              | 524   |

| Jahr  | Anzahl |
| ----- | ------ |
| 1939  | 21     |
| 1940  | 24     |
| 1941  | 99     |
| 1942  | 39     |
| 1943  | 36     |
| 1944  | 150    |
| 1945  | 106    |
| 1946  | 49     |
| Summe | 524    |

Die RAF erhielt zusätzlich 1935 zwei und 1938 zwei weitere DH.89. Damit erhielt die RAF 528 Flugzeuge. Insgesamt wurden 728 DH.89 gebaut. Zusätzlich entstanden in Kanada eine und bei De Havilland Witney zwei DH.89 aus Ersatzteilen, was die Gesamtzahl auf 731 DH.89 bringt.

## Nutzung

### Zivile Nutzer
| Ägypten - Misr Airwork Australien - Australian National Airways Finnland - Aero O/Y Frankreich - Air Djibouti - Transgabon Irland - Aer Lingus Indien - Air India - Indian National Airways - Tata Airlines | Jordanien - Air Jordan - Arab Airways Jugoslawien - Aeroput Kanada - Canadian Pacific Air Lines - Quebec Airways Malaysia - Borneo Airways Niederlande - KLM Royal Dutch Airlines Neuseeland - National Airways Corporation - Union Airways of N.Z. Ltd | Portugal - Transportes Aéreos da Guiné Portuguesesa Vereinigtes Königreich - Air Atlantique Classic Flight - British European Airways - Cambrian Air Services - Eagle Aviation - Scottish Airways - Channel Airways - Trans European Aviation - Crilly Airways Ltd - Hillmans Airways - Olley Air Services - Railway Air Services - Western Airways |

### Militärische Nutzer
| Australien - Royal Australian Air Force Deutsches Reich - Luftwaffe (Beuteflugzeuge) Finnland - finnische Luftstreitkräfte Iran - iranische Luftstreitkräfte Israel - Israeli Air Force Litauen - litauische Luftstreitkräfte | Neuseeland - Royal New Zealand Air Force Spanien - spanische Luftstreitkräfte Südafrikanische Union - südafrikanische Luftstreitkräfte Vereinigte Staaten - United States Army Air Forces Vereinigtes Königreich - Royal Air Force - Fleet Air Arm |

## Technische Daten

Dreiseitenriss

| Kenngröße             | Daten de Havilland DH.89A                                                    |
| --------------------- | ---------------------------------------------------------------------------- |
| Besatzung             | 2                                                                            |
| Passagiere            | 8                                                                            |
| Länge                 | 10,5 m                                                                       |
| Spannweite            | 14,6 m                                                                       |
| Höhe                  | 3,1 m                                                                        |
| Flügelfläche          | 31,6 m²                                                                      |
| Leermasse             | 1460 kg                                                                      |
| Startmasse            | 2490 kg                                                                      |
| Antrieb               | 2 × 6-Zylinder-Reihenmotor de Havilland Gipsy Six mit je 200 PS (ca. 150 kW) |
| Höchstgeschwindigkeit | 253 km/h in 300 m Höhe                                                       |
| Dienstgipfelhöhe      | 5090 m                                                                       |
| Reichweite            | 837 km                                                                       |